# Litoria dorsalis
Litoria dorsalis (Dwarf Rocket Frog) es una especie de anfibio anuro del género Litoria de la familia Hylidae.

## Distribución geográfica
Originaria de Papúa Nueva Guinea y posiblemente de Nueva Guinea Occidental en Indonesia.